# Wig Is Here
Albums de Gerry Wiggins
Relax and Enjoy It
(1961) A Beautiful Friendship
(1977)
Wig Is Here est un album de jazz enregistré en 1974 à Paris en France par le pianiste américain Gerry Wiggins.

## Historique

### Enregistrement
L'album Wig Is Here est enregistré le 25 mars 1974 au Studio Barclay à Paris en France par le pianiste Gerry Wiggins, le contrebassiste Major Holley et le batteur Ed Thigpen,,.
La prise de son est assurée par l'ingénieur du son allemand Gerhard Lehner.

### Publication
L'album Wig Is Here sort en disque vinyle LP en 1974 sous la référence B&B 33.069, sur le label Black and Blue fondé en 1968 par Jean-Marie Monestier et Jean-Pierre Tahmazian pour enregistrer « quelques uns des derniers représentants du jazz classique » qu'ils faisaient venir en France, « les sortant de l'anonymat dans lequel l'oubli les avait plongés. Enthousiasmés par l'accueil du public en concert, les musiciens gravent alors pour Black and Blue des plages qui comptent parmi leurs plus belles »,,.
La notice du LP (original liner notes) est rédigée par Claude Carrière, tandis que la photographie qui illustre sa pochette est l'œuvre de Jean-Pierre Tahmazian.

### Réédition
L'album est réédité en LP en 1980 par le label Classic jazz sous la référence CJ 117.
Il sort ensuite en CD en 1990 sur le label Black and Blue sous la référence BB 59.069.2.
En 2002, il ressort en CD sous la référence BB 952.2 dans la série The Definitive Black & Blue Sessions proposée par Jean-Michel Proust et Jean-Marc Fritz pour redécouvrir les trésors du label Black and Blue, augmenté d'une double session enregistrée le 16 et le 19 février 1977 au studio Sysmo à Paris par Gerry Wiggins et Major Holley accompagnés du batteur Oliver Jackson. La prise de son était alors assurée par Dominique Samarcq. Le CD est remastérisé par Xavier Brunetière au Studio Cargo à Paris. Son design graphique est l'œuvre de Jean-Michel Proust et Jean-Marc Fritz, et les photographies qui illustrent le livret sont de  Jean-Pierre Tahmazian.

## Accueil critique
Dans la notice du LP originel, Claude Carrière souligne que « Cet album en trio tant attendu lui permet de déployer au grand jour ses qualités. Ce jeu en accord qui ne doit rien à personne, sinon parfois à Garner  (You Are The Sunshine Of My Life), ces exposés décontractés qui mettent tant en valeur les thèmes et annoncent les flamboyances à venir  (Oh Give Me Something To Remember You By), la décontraction la plus favorable au swing (F.B.O.T.), le choix du tempo idéal, signe distinctif des géants  (Edith Is The Sweetest), l'économie de notes quand beaucoup en dire serait bavardage (F.B.O.T.), le raffinement harmonique, l'humour enfin (Lover), car ce sérieux musicien se prend pas au sérieux. À Jean-Pierre Battestini, Gerry Wiggins déclarait :Tatum, Garner, Cole, Basie, Duke, voilà les sources. Ici prédomine la source Garner. Et c'est bien ainsi - Wiggins source de plaisir. ».
Le site AllMusic attribue 4 étoiles à l'album Wig Is Here. Le critique musical Scott Yanow d'AllMusic souligne que « Ce disque Black & Blue est la première session d'enregistrement du pianiste Gerald Wiggins en tant que leader en 13 ans, même s'il a été très actif dans la région de Los Angeles pendant cette période. Enregistré à Paris avec le bassiste Major Holley (qui a quelques solos sur lesquels il chante en même temps que sa basse) et le batteur Ed Thigpen, Wiggins interprète quelques standards (dont "You Are the Sunshine of My Life", "Lover" et "There Is No Greater Love"), des morceaux peu connus et quelques originaux. La musique balance toujours et réserve de nombreuses surprises subtiles ».

## Liste des morceaux
Le LP originel comprend les six morceaux suivants :
| No | Titre                                   | Auteur                | Durée |
| -- | --------------------------------------- | --------------------- | ----- |
| 1. | You Are The Sunshine Of My Life         | Stevie Wonder         | 6:20  |
| 2. | Edith Is The Sweetest                   | Gerald Wiggins        | 5:28  |
| 3. | Lover                                   | R.Rodgers - L.Hart    | 6:08  |
| 4. | F.B.O.T.                                | Gerald Wiggins        | 8:17  |
| 5. | Oh Give Me Something To Remember You By | Joe Cobb - V. Mac Coy | 5:17  |
| 6. | There Is No Greater Love                | Symes - Jones         | 5:51  |

## Musiciens
- Gerry Wiggins : piano
- Major Holley : contrebasse
- Ed Thigpen : batterie